# Сан-Маркуш-да-Атабуейра
Сан-Маркуш-да-Атабуейра (порт. São Marcos da Ataboeira; МФА: [ˈsɐ̃w ˈmaɾ.kuʒ dɐ ɐ.tɐ.bu.ˈɐj.ɾɐ]) — парафія в Португалії, у муніципалітеті Каштру-Верде. Розташована в південній частині країни, на теренах історичної португальської провінції Алентежу. Входить до складу округу Бежа. За адміністративним поділом, чинним до 1976 року, терени парафії були складовою провінції Нижнє Алентежу. Належить до Безької діоцезії Католицької церкви. Патрон — святий Марк. Площа — 104,1307 км². Населення — 338 ос. (2011). Слабо урбанізований регіон. Густота населення — 3,25 осіб/км²
. Код — 020605.

## Населення
| Кількість мешканців | Кількість мешканців | Кількість мешканців | Кількість мешканців | Кількість мешканців | Кількість мешканців | Кількість мешканців | Кількість мешканців | Кількість мешканців | Кількість мешканців | Кількість мешканців | Кількість мешканців | Кількість мешканців | Кількість мешканців | Кількість мешканців |
| ------------------- | ------------------- | ------------------- | ------------------- | ------------------- | ------------------- | ------------------- | ------------------- | ------------------- | ------------------- | ------------------- | ------------------- | ------------------- | ------------------- | ------------------- |
| 1864                | 1878                | 1890                | 1900                | 1911                | 1920                | 1930                | 1940                | 1950                | 1960                | 1970                | 1981                | 1991                | 2001                | 2011                |
| 571                 | 1 099               | 1 104               | 918                 | 1 116               | 1 196               | 1 341               | 1 468               | 1 345               | 1 370               | 919                 | 637                 | 545                 | 373                 | 338                 |